# Tetrodontophora bielanensis
Genre
Espèce
Synonymes
- Achorutes bielanensis Waga, 1842
- Tetrodontophora gigas Reuter, 1882

Tetrodontophora bielanensis, unique représentant du genre Tetrodontophora, est une espèce de collemboles de la famille des Onychiuridae.

## Distribution
Cette espèce se rencontre en Europe.

## Description

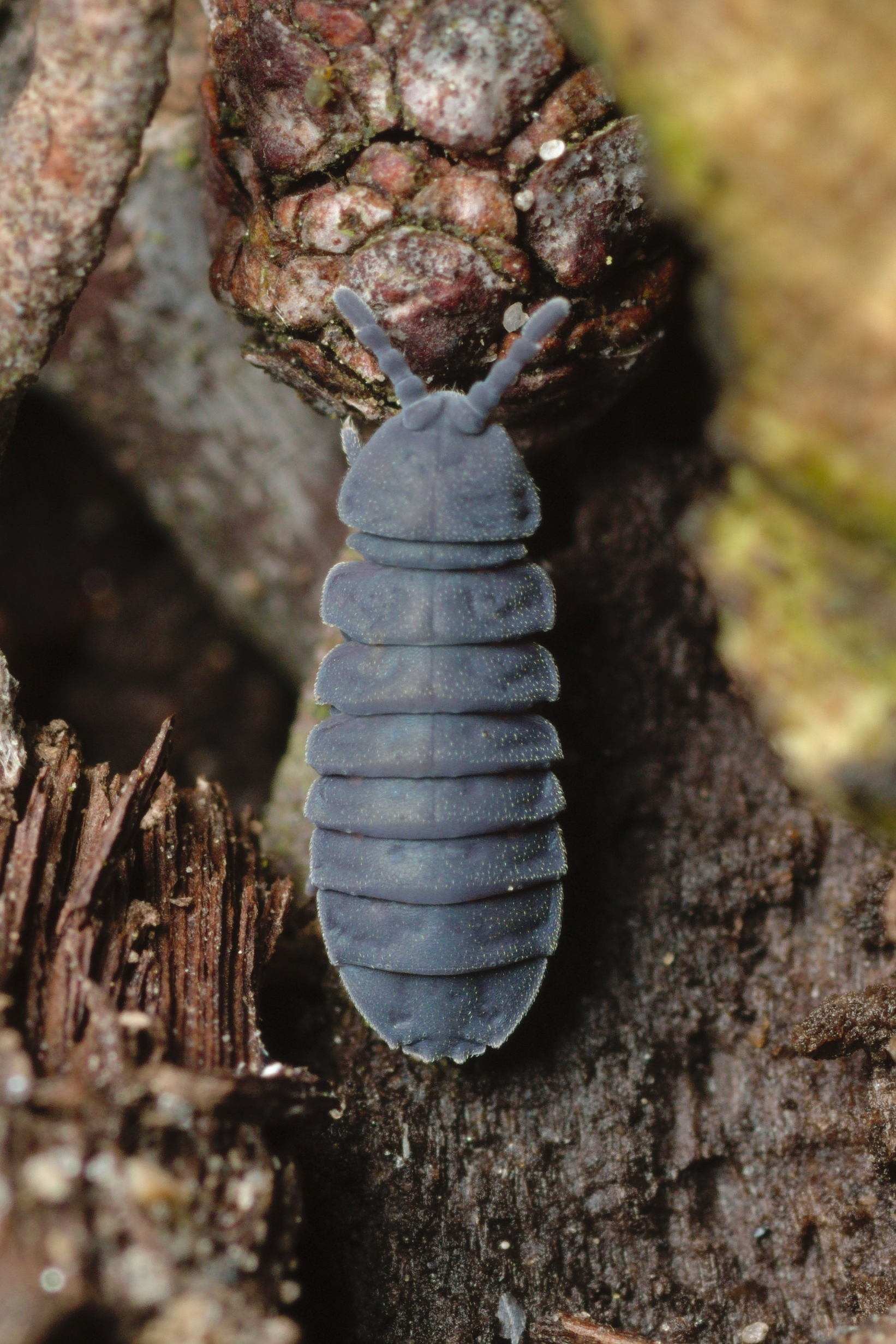
Tetrodontophora bielanensis

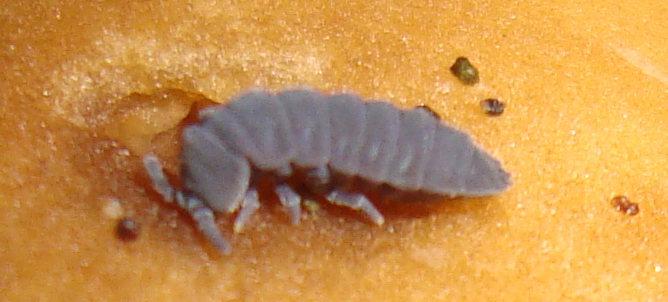
Tetrodontophora bielanensis

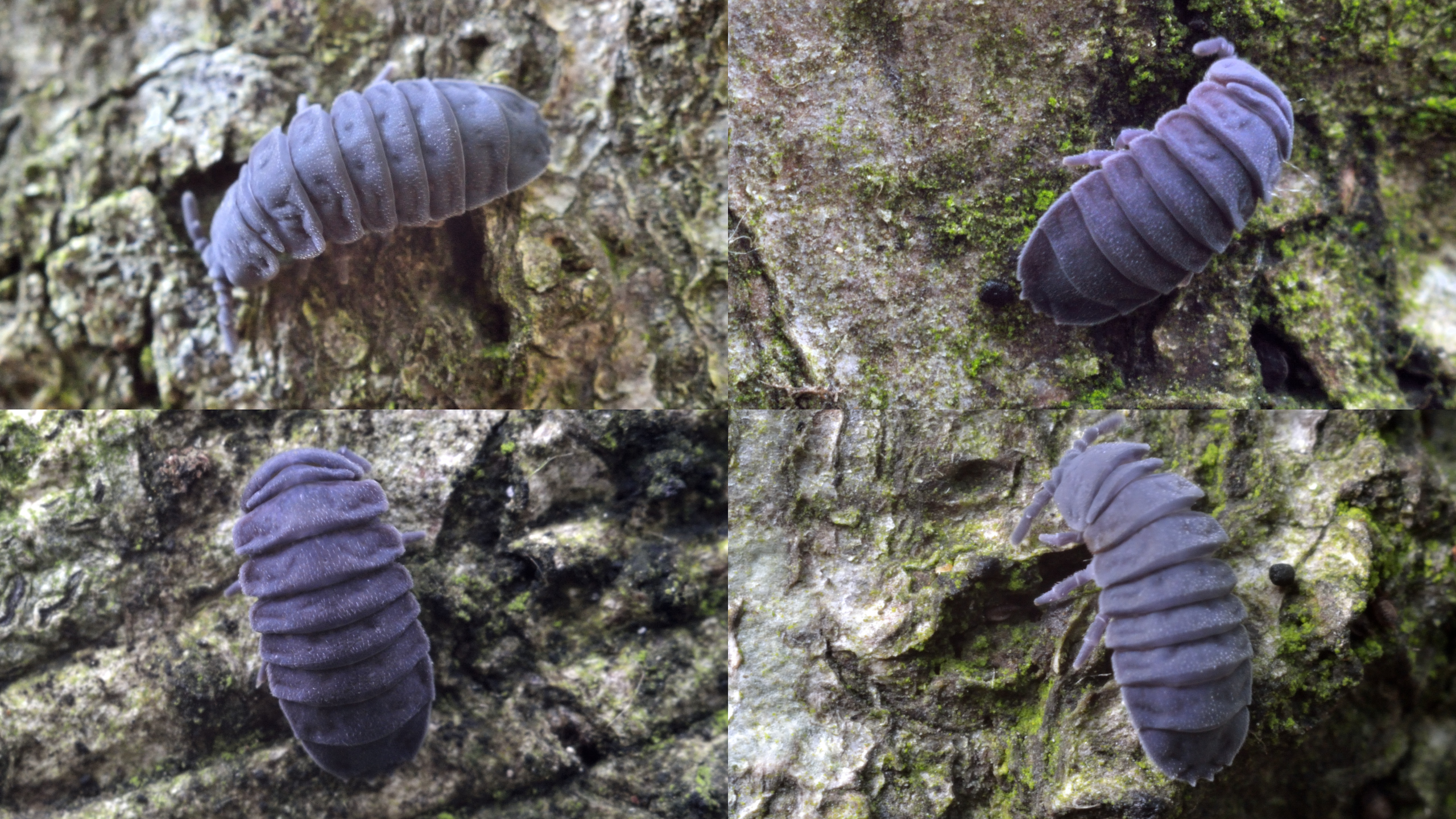
Tetrodontophora bielanensis

Tetrodontophora bielanensis mesure de 3 à 9 mm.

## Publications originales
- Waga, 1842 : Description d'un insecte aptère qui se trouve en quantité aux environs de Varsovie. Annales de la Société entomologique de France, vol. 11, p. 264-272 (texte intégral).
- Reuter, 1882 : Tetradontophora n.g. (Subf. Lipurinae Tullb.). Sitzungsberichte der Kaiserlichen Akademie der Wissenschaften. Mathematisch-Naturwissenschaftliche Classe. Abt. 1, Mineralogie, Botanik, Zoologie, Geologie und Paläontologie, vol. 86, p. 184 (texte intégral).